# Kiiti Morita
Kiiti Morita (jap. 森田 紀一, Morita Kiichi; * 11. Februar 1915 in Hamamatsu; † 4. August 1995 in Tokio) war ein japanischer Mathematiker, der sich mit Algebra (Ringtheorie, Homologische Algebra) und allgemeiner Topologie beschäftigte.
Morita studierte an der Höheren Normalschule Tokio, wo er 1936 sein Diplom machte. Ab 1939 war er Dozent an der Geistes- und Naturwissenschaftlichen Hochschule Tokio, promovierte 1950 über Topologie an der Universität Osaka und war ab 1951 Professor an der Pädagogischen Universität Tokio (die 1949 unter anderem aus der Vereinigung der Geistes- und Naturwissenschaftlichen Hochschule Tokio und der Höheren Normalschule Tokio entstand und später in der Universität Tsukuba aufging) und nach seiner Emeritierung an der Universität Tsukuba ab 1978 an der Sophia-Universität in Tokio.
Von Morita stammen fundamentale algebraische Konzepte, die er in den 1950er Jahren in relativer Isolation entwickelte (er war nicht Teil der führenden japanischen Algebra-Gruppe an der Universität Nagoya um Tadashi Nakayama). Er ist für die Morita-Theorie in der Modul- und Ringtheorie bekannt (Morita-Äquivalenz, Morita-Dualität), die er 1958 entwickelte. Seine Äquivalenz-Sätze sind eine wichtige Technik der modernen Algebra und wurden in den USA und Europa vor allem durch die Vorlesungen von Hyman Bass Anfang der 1960er Jahre bekannt.
In der allgemeinen Topologie arbeitete er über viele Gebiete wie Normalität, Parakompaktheit (Satz von Morita), Dimensionstheorie, Homotopietheorie, Klassfikationsräume von Abbildungen, Shape-Theory. In der Dimensionstheorie zeigte er 1954 die Äquivalenz verschiedener Dimensions-Definitionen. Seine Morita-Vermutungen, über Normale Räume wurden inzwischen bewiesen (Mary Ellen Rudin, K. Chiba und T.C. Przymusiński 1986, Zoltán Tibor Balogh 2001).
Er war verheiratet und hatte einen Sohn.

## Verweise
1. ↑  in der er sich überwiegend autodidaktisch unterrichtete. Seine mathematische Ausbildung betraf vor allem die Algebra
2. ↑  Ki-iti Morita im Mathematics Genealogy Project (englisch)  abgerufen am 19. August 2024.
3. ↑  die auch unabhängig von Gorō Azumaya 1959 entwickelt wurde
4. ↑  Morita Duality for modules and its application to the theory of rings with minimum condition, Scientific Report Tokyo Kyoiku Daigaku, Section A, Bd. 6, 1958, S. 83–142
5. ↑  Bass The Morita Theorems, University of Oregon 1962, mimeographed notes
6. ↑  ursprünglich von Karol Borsuk
7. ↑  Morita Normal families and dimension theories in metric spaces, Mathematische Annalen, Bd. 128, 1954, S. 350. Er zeigte die Äquivalenz der Überdeckungsdimension mit der großen induktiven Dimension für beliebige metrisierbare Räume (für separable metrisierbare Räume war die Äquivalenz der verschiedenen Definitionen schon vorher durch Hurewicz und andere bekannt), unabhängig auch von M. Katetov bewiesen
8. ↑  Morita Some problems on normality of product spaces, in J. Novák (Herausgeber), General Topology and its relation to modern analysis and algebra, Proc. 4th Prague Topology Symposium 1976

| Personendaten    | Personendaten                                  |
| ---------------- | ---------------------------------------------- |
| NAME             | Morita, Kiiti                                  |
| ALTERNATIVNAMEN  | 森田 紀一 (japanisch); Morita Kiichi (Hepburn) |
| KURZBESCHREIBUNG | japanischer Mathematiker                       |
| GEBURTSDATUM     | 11. Februar 1915                               |
| GEBURTSORT       | Hamamatsu                                      |
| STERBEDATUM      | 4. August 1995                                 |
| STERBEORT        | Tokio                                          |